# واژه‌نامه شک‌گرا
واژه‌نامه شک‌گرا (به انگلیسی: The Skeptic's Dictionary) مجموعه مقالات شک‌گرایی با مدخل‌های مرتبط است که توسط رابرت تاد کارول، در وب‌گاهش skepdic.com و همچنین به صورت کتاب چاپی منتشر شده‌است.
وب‌گاه اسکپدیک (دیکشنری اسکپتیک) از سال ۱۹۹۴ آنلاین بوده‌است و کتاب در سال ۲۰۰۳ با بیش از ۴۰۰ مدخل منتشر شد. تا ژانویه ۲۰۱۱ وب‌گاه بیش از ۷۰۰ مدخل داشته‌است. این مرجع یک مجموعه کامل راهنمای شک‌گرایان در مورد موضوعات شبه علمی، فراهنجار و مرموز است، و در کتاب‌شناسی بیش از ۷۰۰ منبع برای کسب اطلاعات بیشتر وجود دارد. طبق پشت جلد کتاب، نسخه آنلاین کتاب بیش از ۵۰۰ هزار بازدید در ماه دارد.